# 三春町町営バス
三春町町営バス（みはるまちちょうえいバス）は、福島県田村郡三春町にて運行しているコミュニティバスである。運行形態は、自家用自動車（白ナンバー車）による有償運送。2013年3月31日まで運行されていたバスには「さくら号」の名称が付けられ、運行業務を福島交通に委託していた。

## 概要
- 運賃：利用1回大人200円、高校生以下100円、1歳未満の乳児は無料。
  - 回数券は、「普通回数券」（11枚綴り）と70歳以上の高齢者・障害者向けの「福祉回数券」（7枚綴り又は15枚綴り）とがある。
  - 定期券は、「通勤定期券」、「通学定期券」があり、いずれも1ヶ月用、3ヶ月用がある。
  - 三春の里コースは、三春駅から乗車し、環境創造センター（コミュタン福島）を利用した場合、バス料金が無料になる。
- 全コースとも年末年始（12/31～1/3）は運休。三春の里コースを除き日曜・祝日は運休。街中通勤コースは、2019年4月より土曜日も運休[1]。岩江コース（カタクリ・花しょうぶ）は、水曜・土曜も運休。

## 沿革
- 2001年4月1日 - 南回りコースの1路線のみで運行開始。
- 2009年4月1日 - 時刻改正。南回り・北回りコースで行き帰りとも三春病院を経由するように変更。
- 2013年3月31日 - 「さくら号」運行終了。従来の南回りコース・北回りコース・斎藤コースを廃止。
- 2013年4月1日 - 新・三春町営バス運行開始。朝晩コース・昼間コース・町中循環コースを新設。
- 2014年10月1日 - 岩江コース（カタクリ・花しょうぶ）・通勤コース・北3コース・南3コース・南4コースを新設。
- 2017年4月1日 - 三春の里コースを新設。
- 2018年1月4日 - 町中通勤コースを新設。

## 現行路線

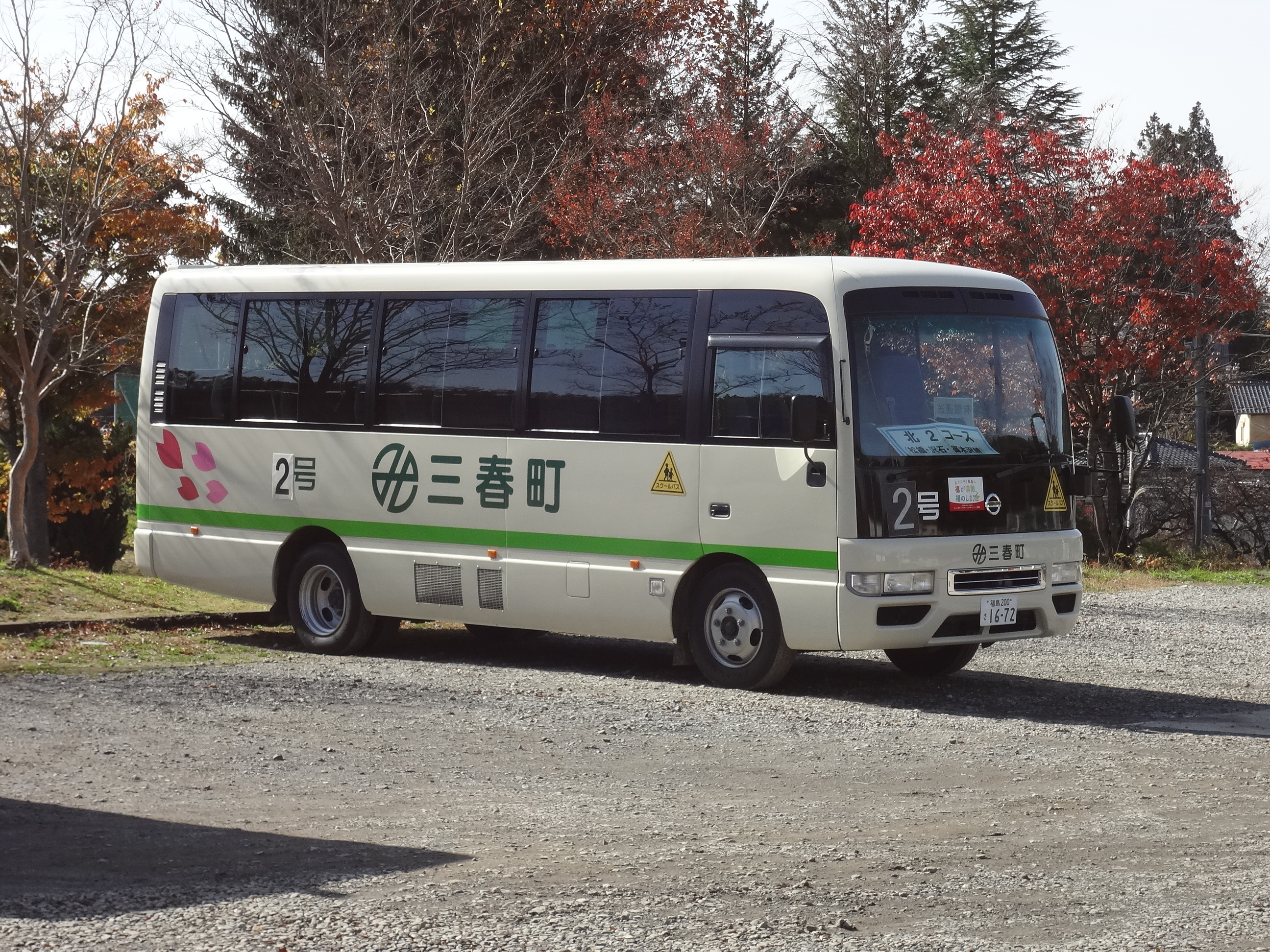
三春町町営バスの車両（日産・シビリアン）

### 朝晩コース
中央コース
- 三春駅 - 中央大町 - 三春病院 - 熊耳 - 永作 - 三春中学校

南1コース
- 三春駅 - 中央大町 - 新町 - 柴原 - 根本 - 過足 - 蛇沢北ノ内

南2コース
- 三春駅 - 八島台 - 貝山 - 田園生活館 - 西方 - 斎藤 - 鷹巣 - 薬師堂

北1コース
- 要田駅 - 要田小学校 - 村境 - 沢石小学校 - 白光内 - 要田中学校

北2コース
- 三春駅 - 御木沢小学校 - 沢石小学校

通勤コース
- 三春駅 - 中央大町 - 三春病院 - 大平荘 - 清水 - 中央大町 - 三春中学校

### 昼間コース
南1コース
- 三春駅 - 中央大町 - 新町 - 蛇沢北ノ内 - 過足 - 根本 - 柴原 - 永作 - 熊耳 - 三春病院 - 中央大町 - 三春中学校

南2コース
- 三春中学校 - 田園生活館 - 西方 - 斎藤上の湯 - 鷹巣 - 薬師堂 - 中央大町 - 三春病院 - 中央大町 - 三春中学校

南3コース
- 三春中学校 - 桜ヶ丘 - 清水 - 三春病院 - 三春駅 - 中町 - 田園生活館 - 西方 - 過足 - 根本 - 柴原 - 新町 - 三春病院 - 中央大町 - 三春駅

南4コース
- 三春駅 - 中央大町 - 新町 - 田園生活館 - 西方 - 斎藤 - 鷹巣 - 柴原 - 根本 - 過足 - 蛇沢北ノ内 - 三春中学校

北1コース
- 要田小学校 - 村境 - 沢石小学校 - 要田小学校 - 要田駅 - 熊耳 - 三春病院 - 中央大町 - 三春中学校

北2コース
- 松橋 - 白光内 - 沢石小学校 - 御木沢小学校 - 中央大町 - 三春病院 - 中央大町 - 三春中学校

北3コース
- 三春駅 - 八島台 - 馬場の湯 - 三春中学校 - 三春病院 - 要田駅 - 要田小学校 - 沢石小学校 - 御木沢分館 - 三春駅 - 中央大町 - 三春病院 - 桜ヶ丘 - 三春中学校

### 町中循環コース
- 三春駅 - 八島台 - 馬場の湯 - 三春中学校 - 桜ヶ丘 - 清水 - 三春病院 - 中央大町 - 三春駅

### 岩江コース
カタクリ
- 旧JA岩江支店 - 正神平 - 岩江中学校 - 山田集会所 - 中央大町 - 三春病院 - 新町 - 三春中学校

花しょうぶ
- 旧JA岩江支店 - 虫内団地 - 上舞木集会所 - 中央大町 - 三春病院 - 新町 - 三春中学校

### 三春の里コース
- 三春駅 - 中央大町 - 三春病院 - 熊耳 - 環境創造センター - 三春中学校 - 桜中学校 - 三春の里 - 桜中学校 - 三春中学校 - 新町 - 中央大町 - 三春駅
  - 三春の里コースのみ、日曜・祝日も運行（年末年始は運休）。
  - 環境創造センター（コミュタン福島）の利用者は、三春駅から乗車した場合、三春駅から環境創造センターまでのバス料金が無料。

### 町中通勤コース
- 三春駅 - 中央大町 - 三春病院 - 熊耳 - 環境創造センター - 小滝 - 中央大町 - 三春駅

## 過去の路線
「さくら号」は以下の3コースがあった。括弧内は不経由便あり。　※2009年4月1日時点
南回りコース
- 三春駅 - 荒町 - 山中 - 滝桜 - 根本 - 過足館 - 下屋敷 - 過足館 - 三春ダム - 西方 - 井堀田 - 雁木田 - 荒町 - 三春駅 - 荒町 - 山中 - 清水
  - 12/1～3/31は「さくらの公園」「三春ダム」は経由しない他、一部経路変更がある。
  - 線名としては、上と同じ順路が「滝桜経由過足・西方・貝山線」、逆回りが「貝山経由西方・過足・柴原線」になっている。

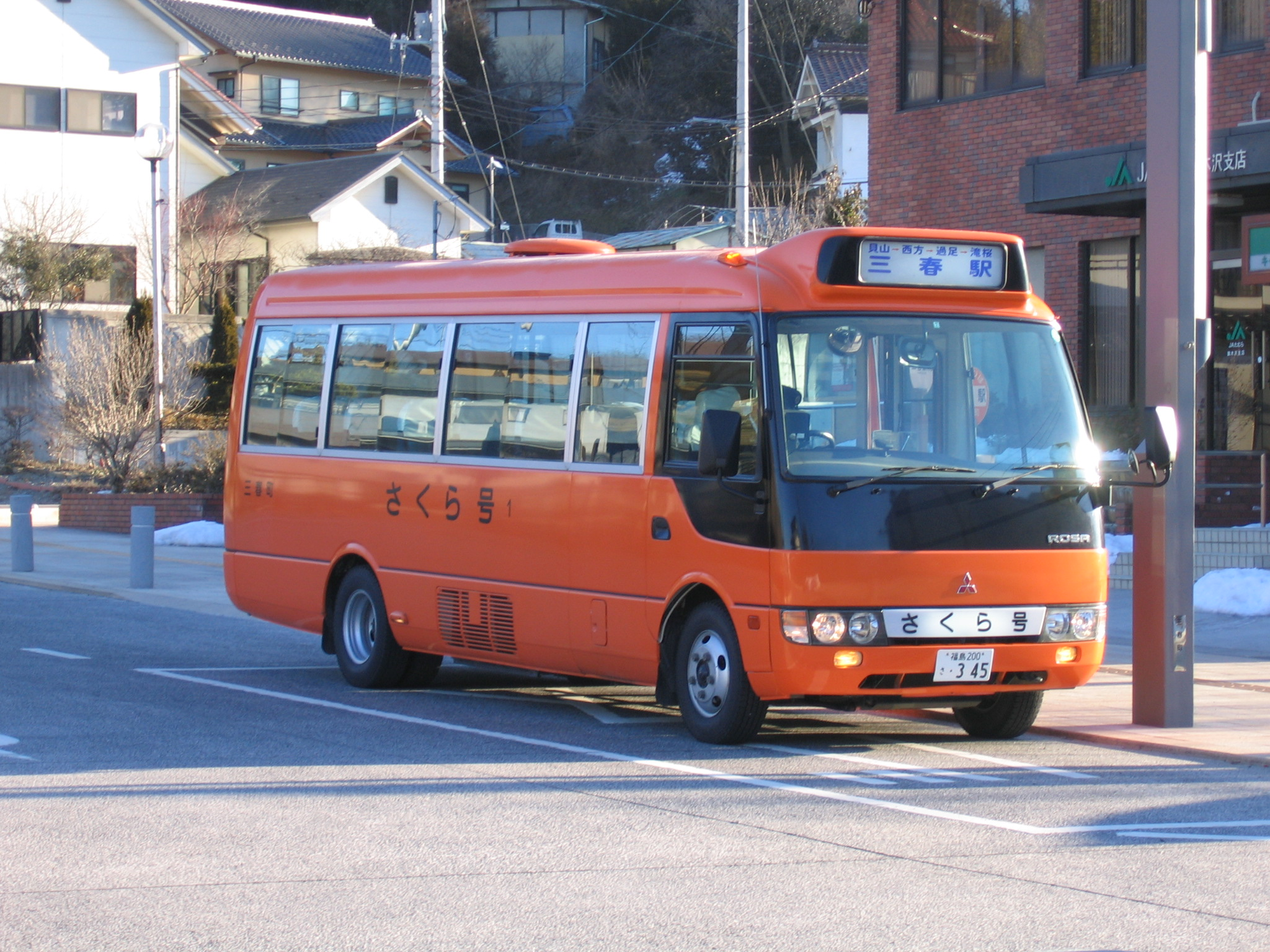
「さくら号」時代の車両

北回りコース
- 三春駅 - 荒町 - 要田温泉 - 要田駅 - 上台 - （いぶき入口） - 堰田 - 御木沢分館 - 荒町 - 山中 - 清水
  - 12/1～3/31は一部経路変更がある。
  - 線名としては、上と同じ順路が「要田経由沢石・御木沢線」、逆回りが「御木沢経由沢石・要田線」になっている。

斎藤コース
- 清水 - 山中 - 荒町 - 一本松入口 - 馬場の湯 - 井堀田 - 西方 - 斎藤上の湯 - ハーブ園 - 沼沢集会所 - 鷹巣公民館 - 馬場の湯 - 一本松入口 - 荒町 - 山中 - 清水
  - 12/1～3/31までは「斎藤上の湯」「斎藤下の湯」及び「ハーブ園」は経由しない。
  - 線名としては、上と同じ順路が「貝山経由斎藤・鷹巣線」、逆回りが「鷹巣経由斎藤・貝山線」になっている。